# DRK-Schul- und Therapiezentrum Raisdorf
Das DRK-Schul- und Therapiezentrum Raisdorf („SuTz“) ist eine Einrichtung des DRK-Landesverbandes Schleswig-Holstein e. V., die seit dem Jahr 1973 besteht.

## Aufgaben
Die Einrichtung dient der Eingliederung von Kindern, Jugendlichen und jungen Erwachsenen mit schweren körperlichen Behinderungen. Pädagogische, pflegerische, psychologische und therapeutische Maßnahmen sollen ihnen eine selbstbestimmte Lebensführung ermöglichen. Die Grundsätze des Roten Kreuzes, das Schulgesetz und die Lehrpläne des Landes Schleswig-Holstein sind Grundlage und Rahmen der Arbeit.
Im „SuTz“ arbeiten Ergotherapeuten, Physiotherapeuten, Logopäden, Psychologen, Sozial- und Heilpädagogen, Erzieher, Ärzte, Heilerziehungspfleger, Gesundheits- und Krankenpfleger, Gesundheits- und Krankenpflegehelfer und Pflegehilfskräfte, technisches Personal, Köche, Diätassistenten und Küchenhelfer, Hauswirtschaftspersonal und junge Frauen und Männer im Freiwilligen Sozialen Jahr.

### Internat

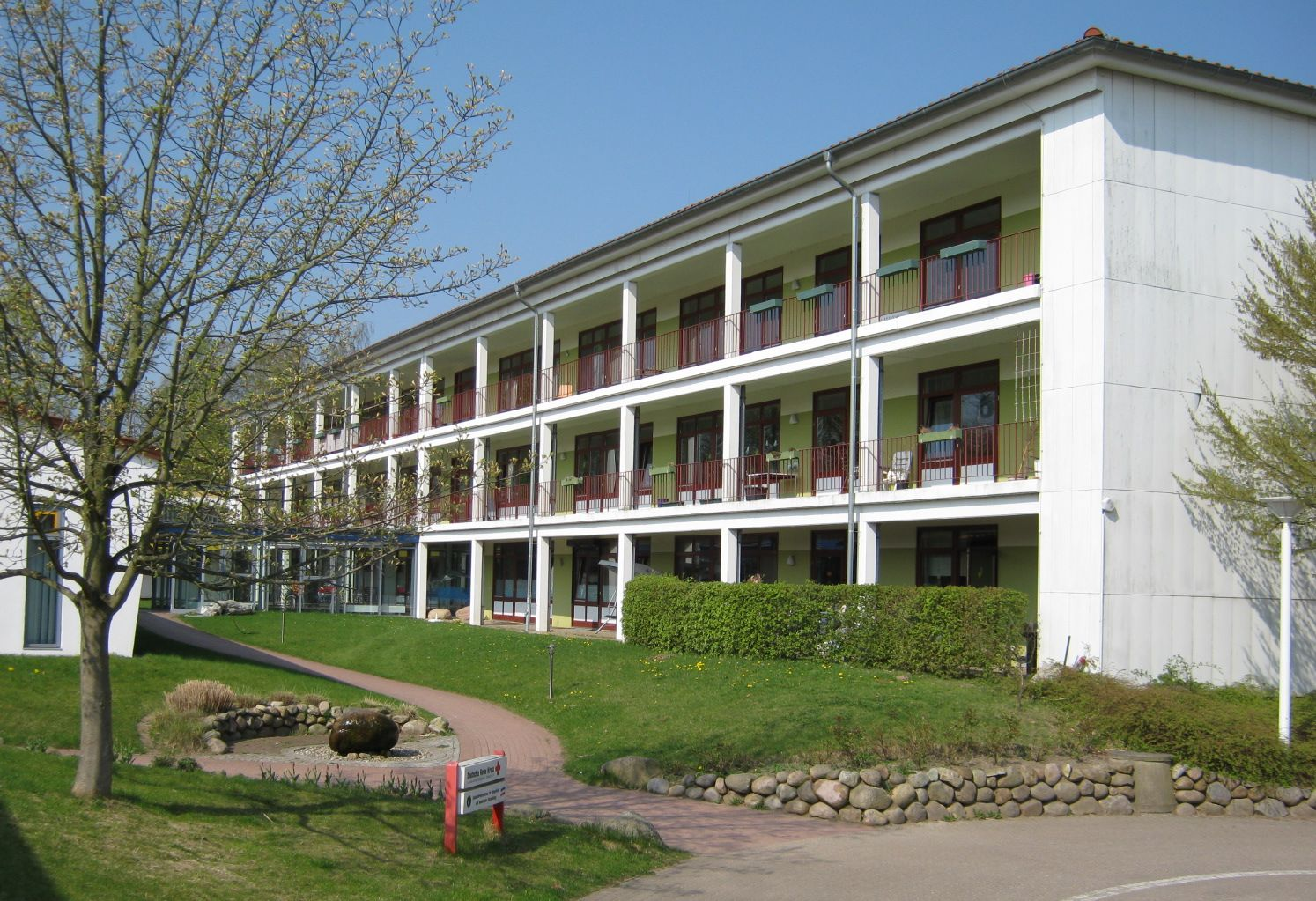
SuTz-Internat

Das Internat ist wesentlicher Bestandteil des SuTz und ermöglicht den Schulbesuch im Landesförderzentrum körperliche und motorische Entwicklung Schwentinental. In zwei Wohn- und Betreuungsbereichen leben sie außerhalb der Unterrichtszeiten in Gruppen mit bis zu neun anderen Schülern zusammen.
Im Internat bezieht sich das Wohn- und Betreuungsangebot auf die Schulzeit. In unterrichtsfreien Zeiten (Wochenenden, Ferien, Feiertage) fahren die Schüler nach Hause.
Im Schülerheim bezieht sich das Wohn- und Betreuungsangebot auf 365 Tage im Jahr. Auch hier sind individuelle Heimfahrten möglich.

### Wohnbereich
Im gesamten Wohnbereich werden den Kindern und Jugendlichen mindestens zwei Betreuer zugeordnet, die auch die primären Ansprechpartner der Eltern sind. Mit ihnen, den Betroffenen und dem interdisziplinären Team erarbeiten sie ein individuelles Förderkonzept, das regelmäßig überprüft und angepasst wird. Die Betreuung und Pflege in den Wohnbereichen wird von pflegerischen und pädagogischen Fachkräften geleistet. Das gilt auch für schwerste Mehrfachbehinderungen und dauerbeatmete Schüler. Ziele sind die Integration von Förderung, Therapie, Lebensfreude und Freizeitgestaltung bei größtmöglicher Eigenständigkeit.

### Therapiebereich

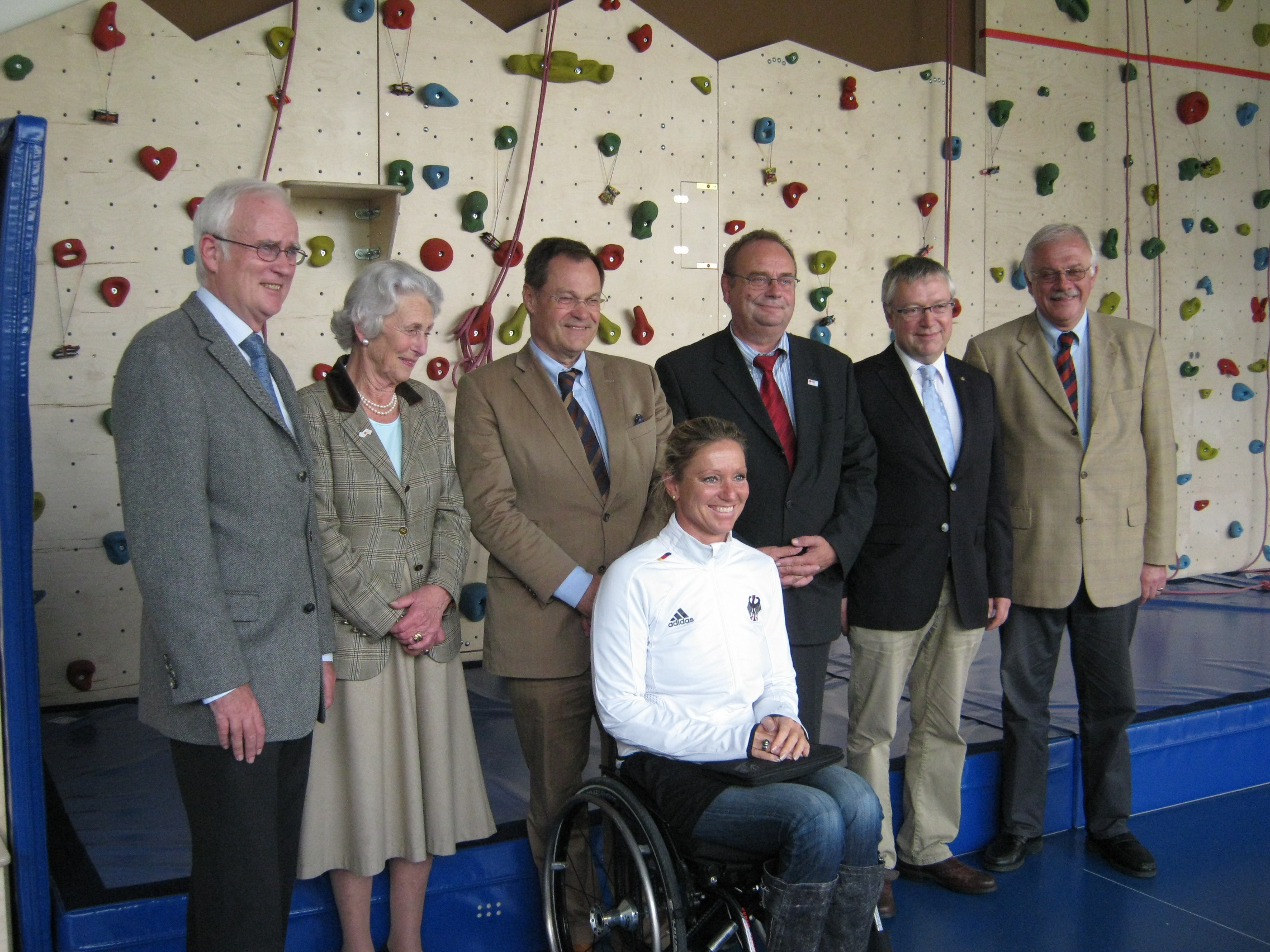
Einweihung der Kletterwand (2011)

In Hinblick auf die ganztägige Leistungserbringung und die Mitwirkung bei den Diagnose- und Beratungswochen, den individuellen Förderplänen und der Beratung der Eltern ist der Therapiebereich mit allen anderen Leistungsbereichen eng verzahnt. Die Physiotherapie orientiert sich an neurophysiologischen Behandlungskonzepten: Basale Stimulation, Lilli Nielsen, Bobath, Castillo Morales, Félicie Affolter, Sensorische Integration, Feldenkrais, Psychomotorik, Cranio-Sacral-Therapie, Reittherapie, Atemtherapie und therapeutisches Schwimmen. In der Ergotherapie werden Kompetenzen für selbstbestimmtes Handeln vermittelt. Physiotherapie und Ergotherapie werden überwiegend über die Krankenkassen abgerechnet. Die anderen Leistungen werden über die Eingliederungshilfe finanziert.
Für sprachbehinderte Schüler erstellen Sonderpädagogen und Therapeuten der Disziplin „Unterstützte Kommunikation“ individuelle Förderkonzepte.
Im Beisein von Herzogin Marie-Alix zu Schleswig-Holstein und Kirsten Bruhn, Rotkreuzbotschafterin für Schleswig-Holstein, wurde am 13. September 2011 eine Therapiekletterwand eingeweiht, die aus privaten Spenden finanziert worden war.

### Fachbereich Psychologie
Der psychologische Dienst des SuTz leistet umfangreiche Beratung, psychotherapeutische Hilfen und Krisenintervention.

### Sozialdienst
Schülern, deren Angehörigen, eigenen Mitarbeitern, Selbsthilfegruppen und  Behindertenverbänden hilft der Sozialdienst. Er berät in allen Belangen gegenüber den Kranken- und Pflegekassen, der Eingliederungshilfe, im Berufsleben, über Nachteilsausgleiche und gegenüber Leistungserbringern und Anbietern von Hilfsmitteln.

### Ärztliche Versorgung
Der Neuropädiater kommt regelmäßig zur Visite; bei Bedarf helfen auch Ärzte anderer Fachrichtungen aus der Umgebung. Beatmete Schüler und Bewohner werden von einem Internisten/Notfallmediziner betreut. Seit der Gründung des SuTz verordnet und beaufsichtigt ein Facharzt der Orthopädischen Universitätsklinik Kiel sämtliche erforderliche Hilfs- und Heilmittel (Martin Mann, Peter Hippe, Axel Falliner).
Das SuTz arbeitet mit dem Norddeutschen Epilepsiezentrum für Kinder und Jugendliche, dem Universitätsklinikum Kiel und dem Berufsgenossenschaftlichen Unfallkrankenhaus Hamburg eng zusammen.

## Landesförderzentrum körperliche und motorische Entwicklung Schwentinental
Beauftragt vom Ministerium für Bildung und Kultur des Landes Schleswig-Holstein nimmt das überregionale Landesförderzentrum Schwentinental schulpflichtige Kinder und Jugendliche auf, die wegen ihrer Körperbehinderungen an anderen Schulen  nicht oder nicht ausreichend gefördert werden können. Das Landesförderzentrum gliedert sich in verschiedene Bildungsgänge: Grundschule, Hauptschule, Realschule, Förderschwerpunkt Lernen (Förderschule) und Förderschwerpunkt Geistige Entwicklung (Schule für Geistigbehinderte). Der Fächerkanon und alle hier erworbenen Bildungsabschlüsse entsprechen denen der Regelschulen.
Realschüler, die das Abitur anstreben, können im Internat wohnen und umliegende Gymnasien besuchen. Fahrdienst und pflegerische Begleitung sind eingerichtet.

## Christof-Husen-Haus
Christof Husen (1904–1979), der Seniorchef der Hugo Hamann GmbH & Co. KG, hatte sein Vermögen der nach ihm benannten Stiftung vermacht. Sie ermöglichte dem DRK-Landesverband Schleswig-Holstein 1996 den Bau des Christof-Husen-Hauses in Raisdorf. 18 junge Erwachsene mit schwersten Körperbehinderungen (§ 53 ff. SGB XII) erhalten hier behinderungsgerechten Wohnraum, individuelle Betreuung, Pflege und Therapie.
Für die Bewohner unterhält die Horizonte Ostholstein gGmbH im Haus die Schwentinentaler Werkstatt mit individuell eingerichteten Arbeitsplätzen. Als Dienstleister für Layout und Digitaldruck besorgt die Werkstatt Drucksachen und Webseiten für regionale Unternehmen.

## Norddeutsches Epilepsiezentrum für Kinder und Jugendliche
Seit 40 Jahren  behandelt, berät und betreut das Norddeutsche Epilepsiezentrum (NEZ) Kinder und Jugendliche (überwiegend aus Norddeutschland) bis zum Alter von 18 Jahren, die an einer schwer einstellbaren Epilepsie leiden. Die spezifische Diagnostik und die neuropsychologische Abklärung (Gisela von Ondarza) begründen die ganzheitliche Behandlung. Therapie und Verlauf werden in der Klinik und zu Hause mit dem elektronischen Behandlungskalender Epivista erfasst und dokumentiert. Behandelt werden u. a. die Epilepsie mit myoklonisch astatischen Anfällen (Doose-Syndrom), die Epilepsie mit myklonischen Absencen (EMA, Tassinari), das Pseudo-Lennox-Syndrom (Doose) und das Dravet-Syndrom.
Das NEZ steht unter der Obhut der Kieler Neuropädiatrie und wird von Ulrich Stephani und Sarah von Spiczak Brzezinski geleitet. Eine enge Kooperation mit der Neuroradiologie (O. Jansen) und der Humangenetik (R. Siebert) ist vertraglich vereinbart.
Für die Vorstellung des Epivista wurde das NEZ im September 2014 vom Medizin Management Verband ausgezeichnet.